# Kevrenn Kastell
La Kevrenn Kastell (Kastell Paol est le nom breton de la ville de St Pol) est un bagad, formation orchestrale de musique bretonne, basé à Saint-Pol-de-Léon (Finistère). 
Depuis sa création en 1954, la formation a une vocation d’ambassadrice de la ville et du Pays de Léon, tout en formant au quotidien de nouveaux musiciens.

## Histoire
La musique bretonne a démarré à Saint-Pol-de-Léon, capitale du Léon, en septembre 1954, quand sous les instances de Mgr Favé (évêque du Léon), un groupe de jeunes décide de fonder le Bagad Kastell Paol. Quelques années plus tard, le groupe donne naissance aux fêtes folkloriques du Léon et s’enrichit d’un cercle celtique. Plus tard, d’autres sonneurs s’associent pour créer le Bagad Bro Leon basé sur la commune de Plouénan.

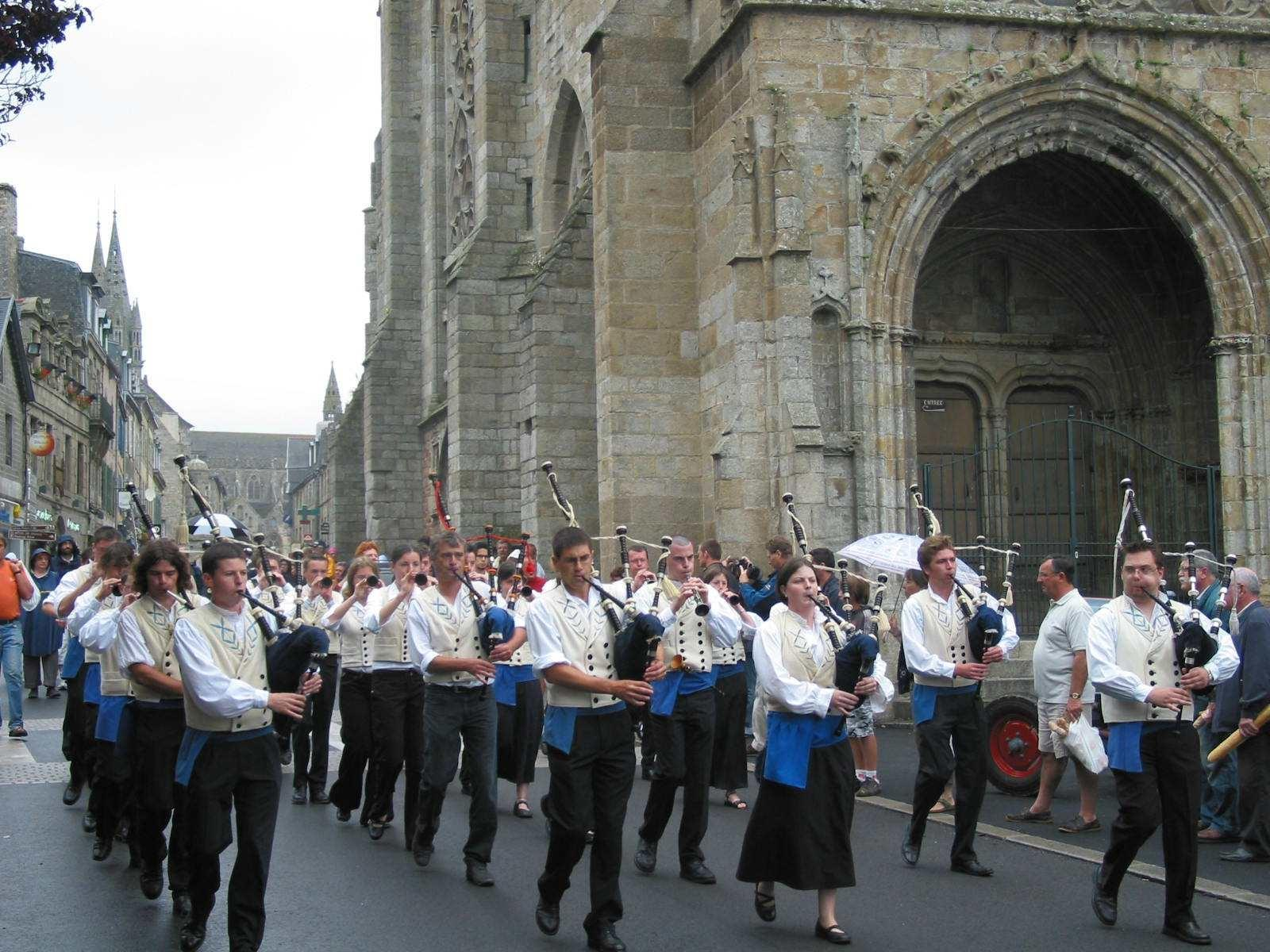
Défilé du bagad dans les rues de St Pol de Léon.

La Kevrenn Kastell est l’héritière de ces deux ensembles et réunit les deux associations depuis 1992 (Kevrenn signifie section). 1995 marque le passage en 4e catégorie. En 2004, le bagad fête son demi-siècle d'existence et monte cette année-là en 2e catégorie des bagadoù, après s'être classée 3e pendant 3 ans en 3e catégorie. 
Il assure régulièrement des représentions hors de ses frontières : Breizh Touch à Paris, au pays de Galles avec le Tro Breizh, au festival d'Carnaval d'Ivrée en Italie, Hongrie, Asturies…
Après une année sabbatique en 2011, qui lui permet de renforcer ses rangs, les nouveaux membres participent, en 2012 avec les anciens aux concours de 3e catégorie. Mais en terminant avant-dernier du concours, le bagad redescend en 4e catégorie en 2013, lui permettant ainsi d'intégrer un maximum de jeunes pour la suite. En 2014, la kevrenn fête son soixantenaire.
Afin de mutualiser les effectifs et pouvoir se présent en concours, la kevrenn s'associe au bagad Sonerien bro Montroulez de Morlaix pour le championnat national des bagadoù de troisième catégorie à partir de 2019. Les deux ensembles se produisent sur scène lors de prestations communes comme pour deux représentations de Laurent Voulzy en 2021 et aux côtés de l'artiste galicien Carlos Núñez à la cathédrale Saint-Paul Aurélien en décembre 2023. Les soixante-dix ans du bagad sont fêtés en mars 2025 par une création regroupant d'anciens sonneurs aux côtés de Dan Ar Braz et ses musiciens pour deux soirées de concerts.

## Caractéristiques

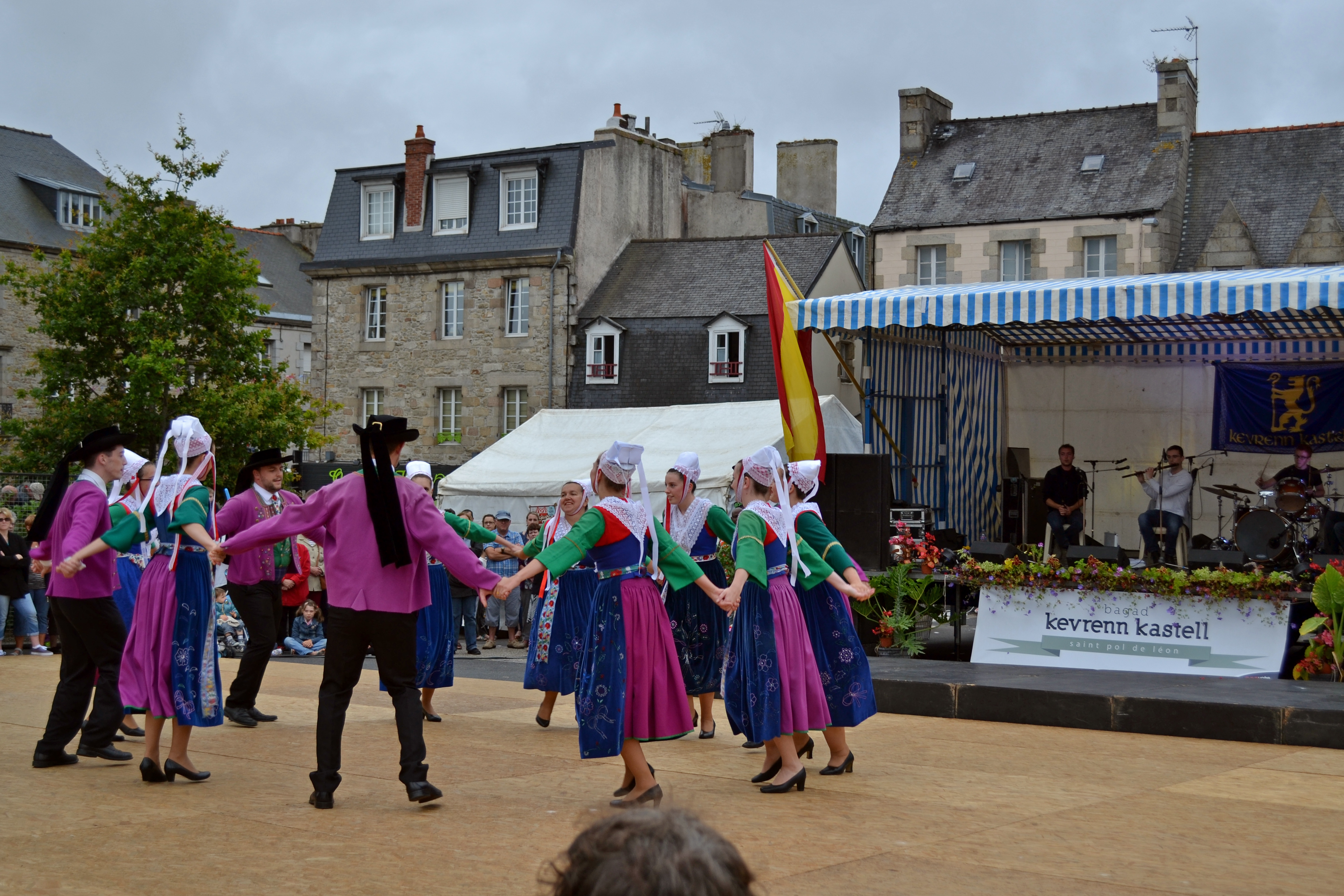
Fête des 60 ans du bagad avec spectacles de musique et danse en juillet 2014.

L'association compte une cinquantaine de musiciens issus de toutes les communes du Pays Léonard. Il se compose de sonneurs de 8 à 50 ans avec une moyenne d’âge de 20 ans, lui assurant une évolution constante. Le bagad assure une trentaine de prestations par an et notamment dans les grands festivals de la région tels que le Festival interceltique de Lorient, le festival de Cornouaille, le festival des Filets bleus, le festival Gouel an Eost, le festival Kann al Loar, les Fêtes du Léon… La Kevrenn Kastell a ainsi construit sa notoriété par son respect des traditions musicales, l’esprit d’innovation de ses choix artistiques et le dynamisme qu’elle communique à chacune de ses prestations.

### Son costume

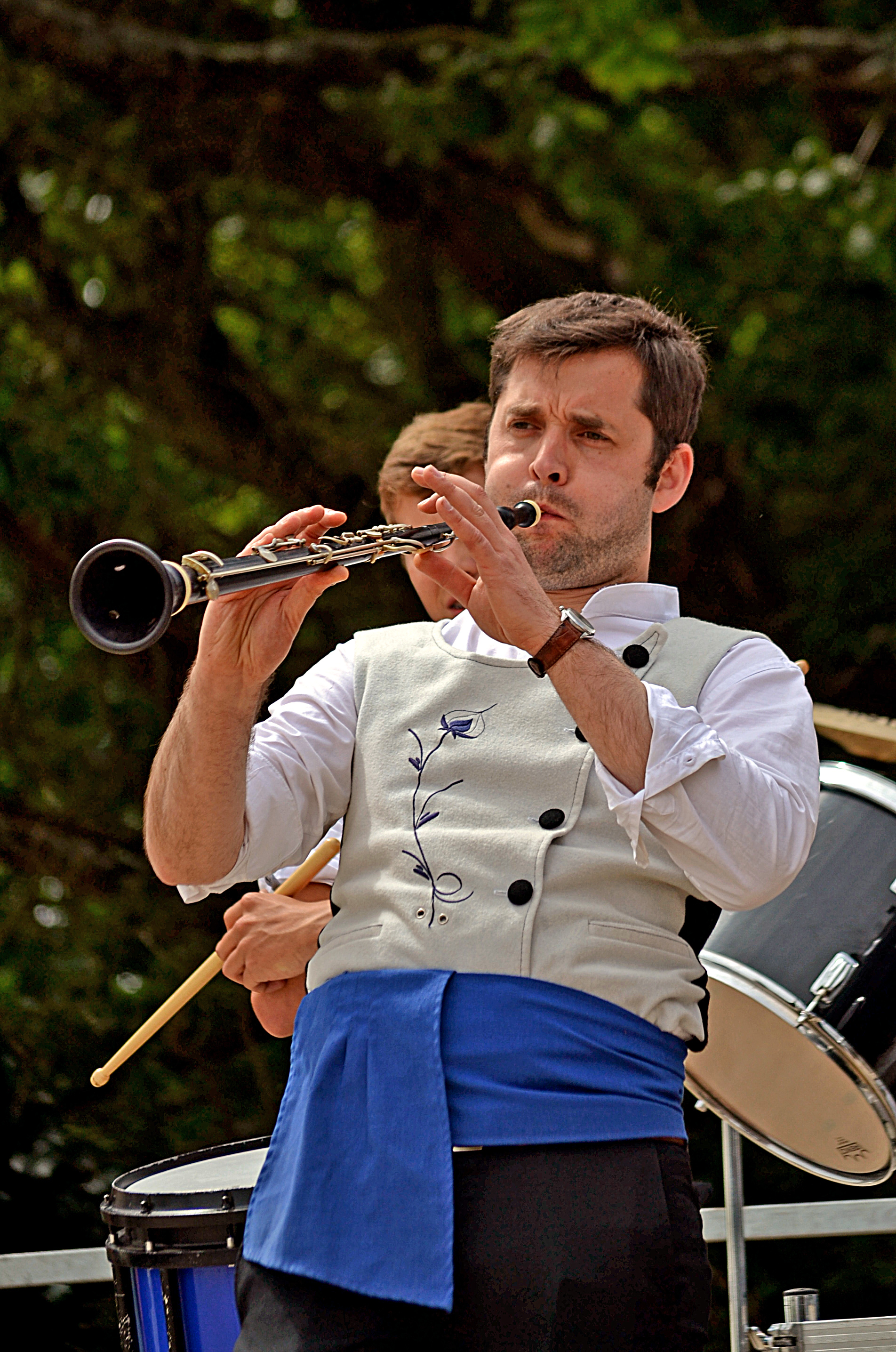
Nouveau costume 2012.

La Kevrenn Kastell porte depuis sa création un costume traditionnel du pays léonard, réplique d’un costume conçu par un "Johnnie de Roscoff" qui, de retour au pays après avoir fait fortune outre-Manche, se fit tailler un gilet blanc pour se démarquer et montrer sa richesse. De couleur noir à l’ordinaire, le gilet a ici la particularité d’être blanc, symbolisant la fierté des musiciens qui le portent et leur attachement à la région de Saint-Pol. La ceinture est bleue et le pantalon noir. Depuis 2012, le bagad a un nouveau costume homme et femme, créé par Ronan Autret et fabriqué par le couturier Thomas Jan de Mûr-de-Bretagne. Il reste blanc écru et les broderies, dessinées par, Gwénaël Le Bihan, représentent une fleur de lin, en référence au teillage industriel du lin qui se faisait à Saint-Pol au XIXe siècle.

### Son répertoire
La Kevrenn Kastell a choisi de promouvoir la culture bretonne au moyen d’une formation musicale particulière à la Bretagne, inspirée des pipe-bands écossais : le bagad. Dans ses créations musicales, le bagad marie la tradition et diverses influences, tout en étant attentif à garder l'esprit original de la danse. Il joue des compositions, des suites de gavottes, d'airs d'hanter-dro, des suites du pays Plinn, du pays Vannetais, du pays de Baud, du pays Pourlet, de Loudéac…

### Ses instruments

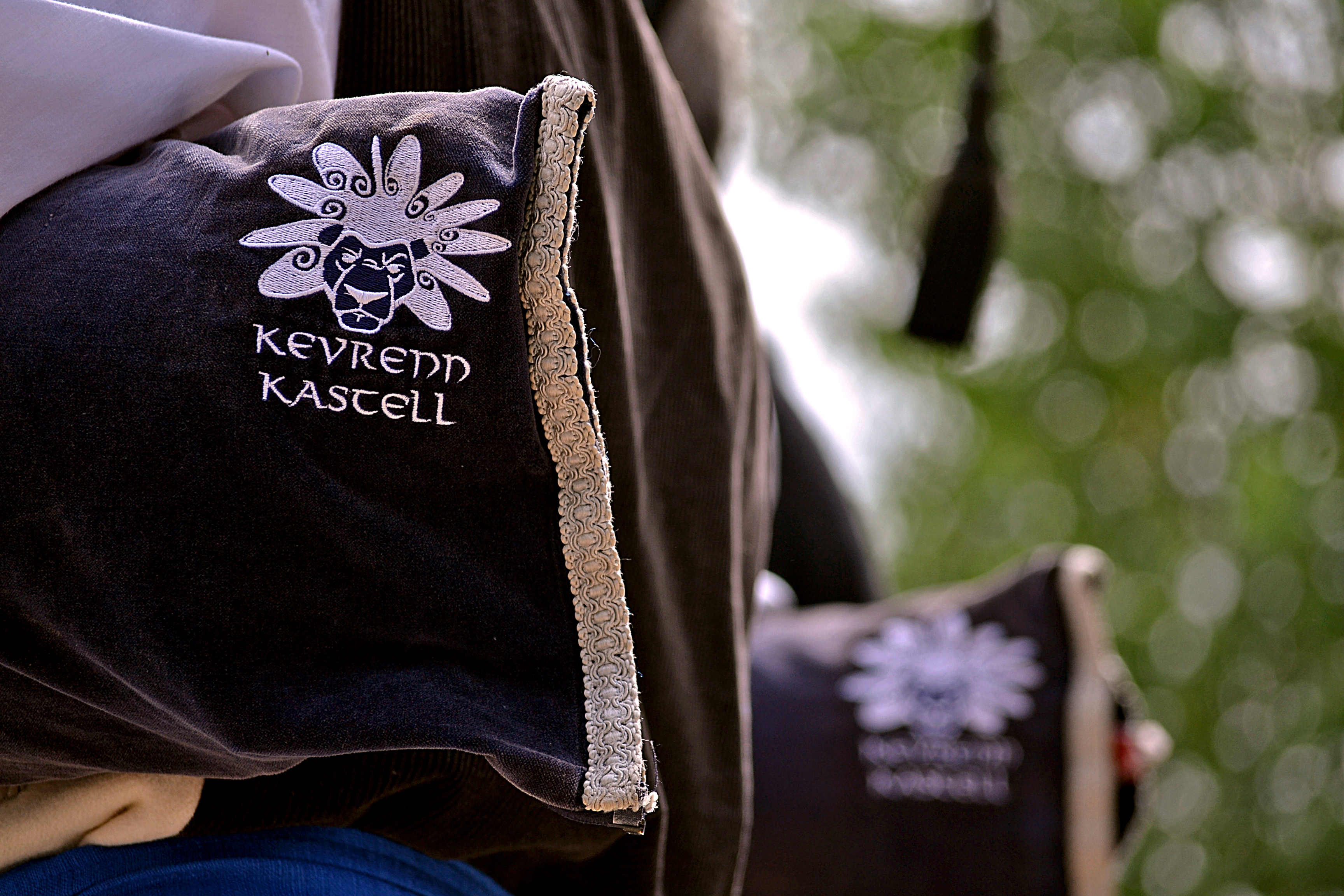
Housse de cornemuse

Les instruments des formations sont les suivants :
- les bombardes
- les cornemuses
- les caisses claires
- les percussions

## Le bagadig
Depuis 2005, le « petit bagad » Kastell Paol  permet aux jeunes batteurs, sonneurs de bombarde et de cornemuse de jouer ensemble. Ils peuvent accompagner le bagad lors de certaines sorties. Celui-ci a participé au championnat national des bagadoù de cinquième catégorie. Une école de musique est également créée en 2005. La formation est effectuée par des musiciens du bagad et des intervenants de Bodadeg ar Sonerion (BAS), diplômés d'État. À partir de 8 ans, elle permet l'acquisition de base de solfège et l'apprentissage des différents instruments : bombardes, cornemuses et caisses claires. En plus des cours d'environ 1h, des stages de perfectionnement et de nombreuses sorties en Bretagne sont proposés.

## Résultats

Le lion, logo du bagad de St Pol en référence à sa région du Léon

- Championnat 2007 des bagadoù de 2e catégorie: Lorient 6e[13]
- Championnat 2008 des bagadoù de 2e catégorie :  6e place (Vannes 5e, Lorient 11e)[14]
- Championnat 2009 des bagadoù de 2e catégorie :  6e place (Vannes 5e, Lorient 12e)[15]
- Championnat 2010 des bagadoù de 2e catégorie : 13e  place (Vannes 12e, Lorient 13e)[16]
- Le bagad était en année sabbatique pour les concours de 2011.
- Championnat 2012 des bagadoù de 3e catégorie : 12e (Saint-Brieuc 11e, Quimper 13e)[17]
- Championnat 2013 des bagadoù de 4e catégorie : (Pontivy 3e, Pont-l'Abbé 9e)[18]

## Discographie
- 2004 : 50 ans